# Saint-Arroman (Gers)
Saint-Arroman è un comune francese di 140 abitanti situato nel dipartimento del Gers nella regione dell'Occitania.

## Società

### Evoluzione demografica
Abitanti censiti